# Le Theil-Nolent
Le Theil-Nolent és un municipi francès situat al departament de l'Eure i a la regió de Normandia. L'any 2007 tenia 203 habitants.

## Demografia

### Població
El 2007 la població de fet de Le Theil-Nolent era de 203 persones. Hi havia 80 famílies de les quals 20 eren unipersonals (12 homes vivint sols i 8 dones vivint soles), 16 parelles sense fills, 28 parelles amb fills i 16 famílies monoparentals amb fills.
La població ha evolucionat segons el següent gràfic:
Habitants censats

### Habitatges
El 2007 hi havia 105 habitatges, 83 eren l'habitatge principal de la família, 17 eren segones residències i 5 estaven desocupats. 103 eren cases i 1 era un apartament. Dels 83 habitatges principals, 72 estaven ocupats pels seus propietaris, 8 estaven llogats i ocupats pels llogaters i 3 estaven cedits a títol gratuït; 2 tenien dues cambres, 9 en tenien tres, 20 en tenien quatre i 52 en tenien cinc o més. 66 habitatges disposaven pel capbaix d'una plaça de pàrquing. A 39 habitatges hi havia un automòbil i a 38 n'hi havia dos o més.

### Piràmide de població
La piràmide de població per edats i sexe el 2009 era:
| Homes | Edats   | Dones |
| ----- | ------- | ----- |
| 0     | 95 o +  | 0     |
| 0     | 90 a 94 | 0     |
| 0     | 85 a 89 | 0     |
| 0     | 80 a 84 | 4     |
| 0     | 75 a 79 | 4     |
| 12    | 70 a 74 | 0     |
| 4     | 65 a 69 | 8     |
| 4     | 60 a 64 | 16    |
| 4     | 55 a 59 | 0     |
| 16    | 50 a 54 | 12    |
| 0     | 45 a 49 | 12    |
| 8     | 40 a 44 | 4     |
| 4     | 35 a 39 | 4     |
| 12    | 30 a 34 | 0     |
| 4     | 25 a 29 | 8     |
| 8     | 20 a 24 | 12    |
| 4     | 15 a 19 | 4     |
| 12    | 10 a 14 | 0     |
| 0     | 5 a 9   | 4     |
| 0     | 0 a 4   | 0     |

## Economia
El 2007 la població en edat de treballar era de 134 persones, 99 eren actives i 35 eren inactives. De les 99 persones actives 90 estaven ocupades (52 homes i 38 dones) i 9 estaven aturades (5 homes i 4 dones). De les 35 persones inactives 15 estaven jubilades, 8 estaven estudiant i 12 estaven classificades com a «altres inactius».

### Ingressos
El 2009 a Le Theil-Nolent hi havia 85 unitats fiscals que integraven 221,5 persones, la mediana anual d'ingressos fiscals per persona era de 16.771 €.

### Activitats econòmiques
Dels 5 establiments que hi havia el 2007, 1 era d'una empresa de fabricació d'altres productes industrials, 3 d'empreses de construcció i 1 d'una empresa de comerç i reparació d'automòbils.
Els 3 serveis als particulars que hi havia el 2009 eren paletes.
L'any 2000 a Le Theil-Nolent hi havia 14 explotacions agrícoles que ocupaven un total de 552 hectàrees.

## Equipaments sanitaris i escolars
El 2009 hi havia una escola elemental integrada dins d'un grup escolar amb les comunes properes formant una escola dispersa.

## Poblacions més properes
El següent diagrama mostra les poblacions més properes.